# Культура Республики Конго
Культура Республики Конго, государства в Центральной Африке.

## Архитектура и изобразительное искусство
Традиционные типы народного жилища в разных районах Республики Конго различаются: в районах саванн — жилища круглые, в лесной зоне — прямоугольные в плане с двускатными крышами, в долине реки Санга у жилищ кровля спелетена из прутьев и ветвей и по форме напоминает щит черепахи.
Президент Республики Конго Дени Сассу-Нгессо назначил Род Макумбу офицером Ордена конголезской преданности на церемонии открытия Панафриканского музыкального фестиваля 13 июля 2013 года.
Здания европейского типа начали строить в Браззавиле, Пуэнт-Нуаре, некоторых других городах во второй половине XIX века. 
С 1960-х активно используются в строительстве современные конструкционные материалы: бетон, стекло, алюминий. 
В Браззавиле имеется гостиница «Космос» автором проекта которой являются[когда?] советские архитекторы П. П. Зиновьев, И. А. Вахутин, Р. П. Алдонина.

## Музыка
У конголезцев музыка традиционно сопровождает культовые обряды: культа предков, врачевательные и календарные.

## Танец и театр
В 1972 году был учреждён Национальный народный театр Конго.